# Ginástica nos Jogos Asiáticos
A ginástica nos Jogos Asiáticos passou a integrar o  cronograma competitivo a partir da edição de 1974, com a ginástica artística. Em 1994, a modalidade rítmica entrou para o calendário e doze anos mais tarde, os trampolinistas puderam estrear com a adição das provas da ginástica de trampolim.

## Edições
| Jogos | Ano  | Cidade-sede       | Eventos (masculino / feminino) | Vencedor do quadro de medalhas da ginástica artística | Vencedor do quadro de medalhas de ginástica rítmica | Vencedor do quadro de medalhas de ginástica de trampolim |
| ----- | ---- | ----------------- | ------------------------------ | ----------------------------------------------------- | --------------------------------------------------- | -------------------------------------------------------- |
| VII   | 1974 | Teerã             | 8 / 6                          | China (CHN)                                           | —                                                   | —                                                        |
| VIII  | 1978 | Bangkok           | 8 / 6                          | China (CHN)                                           | —                                                   | —                                                        |
| IX    | 1982 | Nova Deli         | 8 / 6                          | China (CHN)                                           | —                                                   | —                                                        |
| X     | 1986 | Seul              | 8 / 6                          | China (CHN)                                           | —                                                   | —                                                        |
| XI    | 1990 | Pequim            | 8 / 6                          | China (CHN)                                           | —                                                   | —                                                        |
| XII   | 1994 | Hiroshima         | 8 / 7                          | China (CHN)                                           | Japão (JPN)                                         | —                                                        |
| XIII  | 1998 | Bangkok           | 8 / 8                          | China (CHN)                                           | China (CHN)                                         | —                                                        |
| XIV   | 2002 | Busan             | 8 / 8                          | China (CHN)                                           | China (CHN)                                         | —                                                        |
| XV    | 2006 | Doha              | 9 / 9                          | China (CHN)                                           | Cazaquistão (KAZ)                                   | China (CHN)                                              |
| XVI   | 2010 | Guangzhou         | 9 / 9                          | China (CHN)                                           | Cazaquistão (KAZ)                                   | China (CHN)                                              |
| XVII  | 2014 | Incheon           | 9 / 9                          | China (CHN)                                           | Coreia do Sul (KOR)                                 | China (CHN)                                              |
| XVIII | 2018 | Jacarta–Palembang | 9 / 9                          | China (CHN)                                           | Cazaquistão (KAZ)                                   | China (CHN)                                              |

## Eventos

### Artística
| Evento                     | 74 | 78 | 82 | 86 | 90 | 94 | 98 | 02 | 06 | 10 | 14 | 18 | Anos |
| -------------------------- | -- | -- | -- | -- | -- | -- | -- | -- | -- | -- | -- | -- | ---- |
|                            |    |    |    |    |    |    |    |    |    |    |    |    |      |
| Equipes masculinas         | X  | X  | X  | X  | X  | X  | X  | X  | X  | X  | X  | X  | 12   |
| Individual geral masculino | X  | X  | X  | X  | X  | X  | X  | X  | X  | X  | X  | X  | 12   |
| Solo masculino             | X  | X  | X  | X  | X  | X  | X  | X  | X  | X  | X  | X  | 12   |
| Cavalo com alças           | X  | X  | X  | X  | X  | X  | X  | X  | X  | X  | X  | X  | 12   |
| Argolas                    | X  | X  | X  | X  | X  | X  | X  | X  | X  | X  | X  | X  | 12   |
| Salto masculino            | X  | X  | X  | X  | X  | X  | X  | X  | X  | X  | X  | X  | 12   |
| Barras paralelas           | X  | X  | X  | X  | X  | X  | X  | X  | X  | X  | X  | X  | 12   |
| Barra fixa                 | X  | X  | X  | X  | X  | X  | X  | X  | X  | X  | X  | X  | 12   |
| Equipes femininas          | X  | X  | X  | X  | X  | X  | X  | X  | X  | X  | X  | X  | 12   |
| Individual geral feminino  | X  | X  | X  | X  | X  | X  | X  | X  | X  | X  | X  | X  | 12   |
| Salto feminino             | X  | X  | X  | X  | X  | X  | X  | X  | X  | X  | X  | X  | 12   |
| Barras assimétricas        | X  | X  | X  | X  | X  | X  | X  | X  | X  | X  | X  | X  | 12   |
| Trave                      | X  | X  | X  | X  | X  | X  | X  | X  | X  | X  | X  | X  | 12   |
| Solo feminino              | X  | X  | X  | X  | X  | X  | X  | X  | X  | X  | X  | X  | 12   |
|                            |    |    |    |    |    |    |    |    |    |    |    |    |      |
| Total                      | 14 | 14 | 14 | 14 | 14 | 14 | 14 | 14 | 14 | 14 | 14 | 14 |      |

### Rítmica
| Evento           | 74 | 78 | 82 | 86 | 90 | 94 | 98 | 02 | 06 | 10 | 14 | 18 | Anos |
| ---------------- | -- | -- | -- | -- | -- | -- | -- | -- | -- | -- | -- | -- | ---- |
|                  |    |    |    |    |    |    |    |    |    |    |    |    |      |
| Equipes          |    |    |    |    |    |    | X  | X  | X  | X  | X  | X  | 6    |
| Individual geral |    |    |    |    |    | X  | X  | X  | X  | X  | X  | X  | 7    |
|                  |    |    |    |    |    |    |    |    |    |    |    |    |      |
| Total            | 0  | 0  | 0  | 0  | 0  | 1  | 2  | 2  | 2  | 2  | 2  | 2  |      |

### Trampolim
| Evento               | 74 | 78 | 82 | 86 | 90 | 94 | 98 | 02 | 06 | 10 | 14 | 18 | Anos |
| -------------------- | -- | -- | -- | -- | -- | -- | -- | -- | -- | -- | -- | -- | ---- |
|                      |    |    |    |    |    |    |    |    |    |    |    |    |      |
| Individual masculino |    |    |    |    |    |    |    |    | X  | X  | X  | X  | 4    |
| Individual feminino  |    |    |    |    |    |    |    |    | X  | X  | X  | X  | 4    |
|                      |    |    |    |    |    |    |    |    |    |    |    |    |      |
| Total                | 0  | 0  | 0  | 0  | 0  | 0  | 0  | 0  | 2  | 2  | 2  | 2  |      |

## Quadro de medalhas
| Pos.                | País                  | Ouro | Prata | Bronze | Total |
| ------------------- | --------------------- | ---- | ----- | ------ | ----- |
| 1                   | China (CHN)           | 142  | 90    | 41     | 273   |
| 2                   | Japão (JPN)           | 19   | 35    | 50     | 104   |
| 3                   | Coreia do Sul (KOR)   | 19   | 19    | 36     | 74    |
| 4                   | Coreia do Norte (PRK) | 17   | 21    | 25     | 63    |
| 5                   | Cazaquistão (KAZ)     | 6    | 5     | 13     | 24    |
| 6                   | Uzbequistão (UZB)     | 3    | 12    | 7      | 22    |
| 7                   | Taipé Chinês (TPE)    | 2    | 1     | 8      | 11    |
| 8                   | Hong Kong (HKG)       | 2    | 0     | 0      | 2     |
| 9                   | Tailândia (THA)       | 1    | 0     | 0      | 1     |
| 10                  | Vietnã (VIE)          | 0    | 1     | 3      | 4     |
| 11                  | Indonésia (INA)       | 0    | 1     | 1      | 2     |
| 12                  | Malásia (MAS)         | 0    | 1     | 0      | 1     |
| 13                  | Índia (IND)           | 0    | 0     | 1      | 1     |
| Total (13 entradas) | Total (13 entradas)   | 211  | 186   | 185    | 582   |

## Melhores resultados por evento e nação
| Event               | Event                | CHN | HKG | INA | IND | JPN | KAZ | KOR | MAS | PRK | THA | TPE | UZB | VIE |
| ------------------- | -------------------- | --- | --- | --- | --- | --- | --- | --- | --- | --- | --- | --- | --- | --- |
| M A G               |                      |     |     |     |     |     |     |     |     |     |     |     |     |     |
| Equipes             | 1                    |     |     |     | 1   |     | 2   |     | 3   |     |     |     |     |     |
| Individual Geral    | 1                    |     |     |     | 1   |     | 2   |     | 3   |     |     |     |     |     |
| Solo                | 1                    |     |     | 3   | 1   | 2   | 1   |     | 2   |     |     |     |     |     |
| Cavalo com Alças    | 1                    |     |     |     | 1   |     | 1   |     | 1   |     | 1   | 2   |     |     |
| Argolas             | 1                    |     |     |     | 2   | 3   | 1   |     | 1   | 1   | 3   |     | 3   |     |
| Salto               | 1                    | 1   | 3   |     | 1   | 3   | 1   | 2   | 1   |     | 3   |     |     |     |
| Barras Paralelas    | 1                    |     |     |     | 1   | 2   | 1   |     | 2   |     |     | 2   | 3   |     |
| Barra Fixa          | 1                    |     |     |     | 1   | 3   | 1   |     | 1   |     | 1   |     |     |     |
| W A G               |                      |     |     |     |     |     |     |     |     |     |     |     |     |     |
| Equipes             | 1                    |     |     |     | 2   | 3   | 2   |     | 2   |     |     | 3   |     |     |
| Individual Geral    | 1                    |     |     |     | 3   | 2   | 3   |     | 3   |     |     | 2   |     |     |
| Salto               | 1                    |     |     |     | 1   |     | 1   |     | 1   |     |     | 1   | 3   |     |
| Barras Assimétricas | 1                    |     |     |     | 3   |     | 1   |     | 1   |     |     | 3   |     |     |
| Trave               | 1                    |     |     |     | 3   | 3   | 1   |     | 1   |     |     | 2   | 2   |     |
| Solo                | 1                    |     | 2   |     | 2   | 3   | 2   |     | 1   |     |     | 1   |     |     |
| R G                 |                      |     |     |     |     |     |     |     |     |     |     |     |     |     |
| Individual Geral    | 1                    |     |     |     | 1   | 1   | 1   |     | 2   |     |     | 2   |     |     |
| Equies              | 1                    |     |     |     | 2   | 1   | 2   |     |     |     |     | 1   |     |     |
| T R                 | Individual Masculino | 1   |     |     |     | 3   | 3   |     |     |     |     |     |     |     |
| T R                 | Individual Feminino  | 1   |     |     |     | 2   |     |     |     |     |     |     | 3   |     |